# Kaan Urgancıoğlu
Kaan Urgancıoğlu (ur. 8 maja 1981 w Izmirze) – turecki aktor i model.

## Życiorys
Urodził się w Izmirze w Turcji. Jego matka była pochodzenia albańskiego i syryjskiego. Ma młodszego brata - Cana. Uczył się w prywatnej tureckiej szkole średniej i American College. Po ukończeniu szkoły średniej, w 2000 przeniósł się do Stambułu i studiował na Wydziale Finansów Uniwersytetu Marmara. 
Swoją karierę zaczynał jako model. Dzięki sesjom w takich magazynach jak „All” czy „InStyle" został dostrzeżony przez producenta Abdullaha Oguza, który zaprosił go do udziału w jednym ze swoich filmowych projektów. W 2002 wystąpił w tytułowej roli tureckiego poszukiwacza przygód w serialu Karaoğlan, który był transmitowany w telewizji Kanal D. W 2008 wyjechał do Stanów Zjednoczonych i przez 4 miesiące studiował aktorstwo w Stella Adler Studio of Acting w Nowym Jorku. Światową sławę zdobył w serialu Star TV Wieczna miłość (Kara Sevda, 2015–2017) jako arogancki Emir Kozcuoğlu, wpływowy biznesmen, obsesyjnie zakochany w Nihan, która darzy uczuciem Kemala (Burak Özçivit). W dwóch odcinkach serialu Amazona Tom Clancy’s Jack Ryan (2018) zagrał postać Deniza.
Był na okładkach magazynów takich jak „Episode Yerli” (w czerwcu 2017), „beMAN” (we wrześniu 2018) i „Marie Claire” (w kwietniu 2020).